# إيسابيلا ماكدونالد ألدين
إيسابيلا ماكدونالد ألدين (3 نوفمبر 1841 - 5 أغسطس 1930) (بالإنجليزية: Isabella Macdonald Alden). هي روائية ومؤلفة أمريكية. ولدت في روتشستر في ولاية نيويورك. بدأت بالكتابة منذ سن العاشرة. وكتبت تحت الاسم المستعار بانسي (Pansy).

## وصلات خارجية
- إيسابيلا ماكدونالد ألدين على موقع الموسوعة البريطانية (الإنجليزية)

- Isabella Macdonald Alden home page (بالإنجليزية)
- مؤلفات إيسابيلا ماكدونالد ألدين في مشروع غوتنبرغ (Pansy books)
- Isabella Alden audiobooks on LibriVox.org (بالإنجليزية)
- Isabella Alden at Find-A-Grave

(بالإنجليزية)